# Риверола, Марти
Марти Риверола Батальер (исп. Martí Riverola Bataller; 26 января 1991, Барселона) — испанский футболист, полузащитник андоррского клуба «Интер» (Эскальдес).

## Клубная карьера
Марти пришёл в молодёжную академию «Барселоны» в 1997 году, в возрасте шести лет. Он начинал свою карьеру в качестве нападающего, но в сезоне 2004/05 переквалифицировался в полузащитника, однако не потерял своего голевого чутья, забив тринадцать голов на чемпионате Испании-2010 (до 19 лет). В 2009 году, будучи игроком юношеской команды, Марти дебютировал за вторую команду «Барселоны» в матче со второй командой «Эспаньола» (2:0). В том сезоне позднее он провёл ещё один матч за «Барселону Б». В январе 2011 года он подписал арендный контракт с клубом высшей голландской лиги «Витесс» сроком на полгода. В Эредивизи Марти провёл пятнадцать матчей и забил два мяча. 6 декабря 2011 года он дебютировал за «Барселону» в матче Лиги чемпионов с БАТЭ.
В январе 2012 года «Барселона Б» и «Болонья» достигли соглашения о переходе футболиста в следующее трансферное окно. Контракт игрока с итальянским клубом был заключен на 4 года. 7 июня Риверола был официально представлен в качестве игрока красно-синих. В свой первый сезон в Болонье поучаствовал лишь в трёх играх: две в кубке Италии (против «Ливорно» и «Наполи») и один выход на поле на 50 минут в Серии А против Милана (1:2).
В следующих двух сезонах Марти выступал на правах аренды за испанскую «Мальорку», выступавшую в Сегунде, и клуб австрийской Бундеслиги «Райндорф Альтах».
17 июля 2015 Риверола подписал контракт на два года с клубом итальянской Серии C «Фоджа». Вместе с командой стал обладателем кубка Серии C. По итогам регулярного чемпионата «Фоджа» заняла второе место в своей группе, пробившись в плей-офф за выход в Серию B. В ответном матче полуфинала против «Лечче» отметился забитым мячом. В финале команда Риверолы по сумме двух встреч оказалась слабее «Пизы» (3:5) и осталась в своём дивизионе.
Следующий сезон также начал в «Фодже». Не желая терять игрока свободным агентом, клуб подыскивал варианты для продажи. В январе Марти был продан в клуб той же лиги «Реджану». В сезоне 17/18 вновь участвовал в плей-офф за выход в лигу выше, но снова не смог добиться этой цели со своим клубом. Владелец команды, бывший бейсболист Марк Пьяцца решил не регистрировать команду для участия в Серии C на следующий сезон, вследствие чего команда лишилась профессионального статуса, а все игроки были распущены.
Оставшись без клуба, полузащитник в августе 2018 возвращается в Испанию в клуб третьей лиги «Ивиса».
В феврале 2019 переходит в клуб Андорра, президентом которого является его бывший товарищ по «Барсе» Жерар Пике. Вместе с клубом поднялся от уровня чемпионата Каталонии до Сегунды, хотя во втором по силе испанском дивизионе Риверола уже не выступал, 1 сентября 2022 перейдя в «Атлетик» из Эскальдеса, выступающий в Примере Андорры. В сезоне 22/23 стал чемпионом Андорры.

## Достижения
«Барселона U-19»
- Победитель молодёжного чемпионата Испании (до 19 лет) (1): 2008/09

«Фоджа»
- Обладатель кубка итальянской Серии C: 2016

«Атлетик (Эскальдес)»
- Чемпион Андорры: 2022/23